# 2014년 동계 올림픽 아제르바이잔 선수단
2014년 동계 올림픽 아제르바이잔의 올림픽 선수단은 러시아 소치에서 개최된 2014년 동계 올림픽에 참가한 올림픽 아제르바이잔 선수단이다.

## 메달 집계

### 종목별 참가 선수 및 메달 집계

#### 종목별 메달 집계
| 종목          | 1 | 2 | 3 | 합계 |
| 알파인 스키   | 0 | 0 | 0 | 0    |
| 피겨 스케이팅 | 0 | 0 | 0 | 0    |
| 합계          | 0 | 0 | 0 | 0    |

#### 종목별 참가 선수
| 종목          | 참가 선수 | 1 | 2 | 3 | 메달 합계 |
| 알파인 스키   | 2         |   |   |   |           |
| 피겨 스케이팅 | 2         |   |   |   |           |
| 합계          | 4         | 0 | 0 | 0 | 0         |

## 알파인 스키
| 선수                   | 종목        | 1차시기    | 2차시기    | 총계       | 순위       |
| ---------------------- | ----------- | ---------- | ---------- | ---------- | ---------- |
| 파트리크 브라흐너      | 남자 대회전 | 1:31.32    | 1:32.31    | 3:03.63    | 60         |
| 파트리크 브라흐너      | 남자 회전   | 완주 못 함 | 완주 못 함 | 완주 못 함 | 완주 못 함 |
| 가이아 바사니 안티바리 | 여자 회전   | 완주 못 함 | 완주 못 함 | 완주 못 함 | 완주 못 함 |